# 한큐 전철
한큐 전철 주식회사(阪急電鉄株式会社, Hankyu Corporation)는 일본의 긴키 지방에 노선을 갖고 있는 민간 전철 회사이다. 오테 사철(大手私鉄)이라고 불리는 대규모 전철 회사의 하나이며 일반적인 약칭은 한큐이다.
한큐 한신 홀딩스의 자회사로, 한큐 한신 토호 그룹에 소속하는 기업이다. 세계적으로 유명한 브로드웨이 뮤지컬 극단인 다카라즈카 가극단(宝塚歌劇団)을 운영하고 있고, 1936년부터 1988년까지는 프로 야구 팀 "한큐 브레이브스(현재의 오릭스 버펄로스)"의 구단주이기도 했다.
본사 사무실은 오사카부 오사카시 키타 구에 위치해 있지만, 등기상의 본사 소재지는 오사카부 이케다시 사가에정이다.
스룻토KANSAI의 카드에 인쇄 된 부호는 HK이다.

## 역사

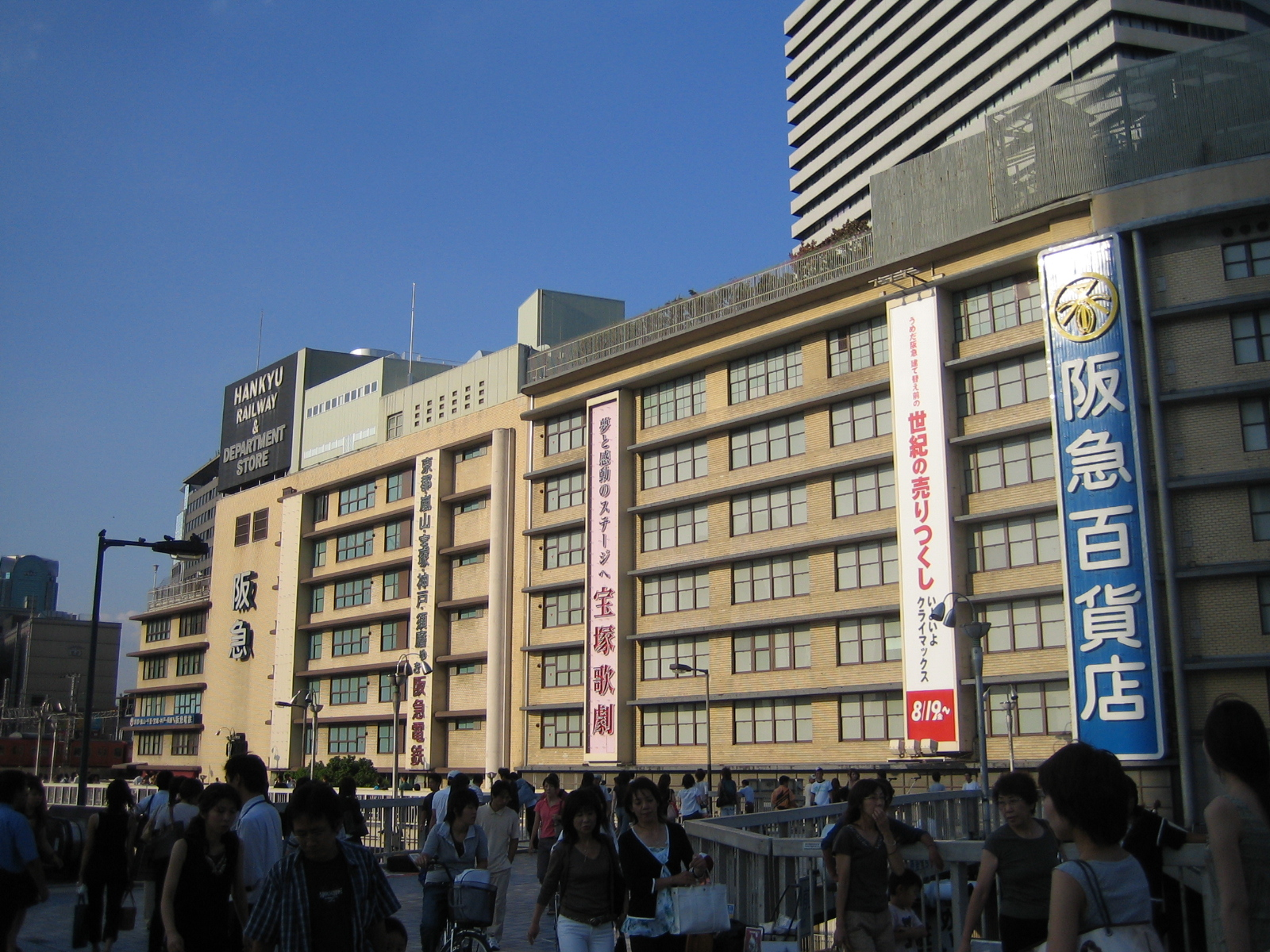
한큐백화점 우메다 본점

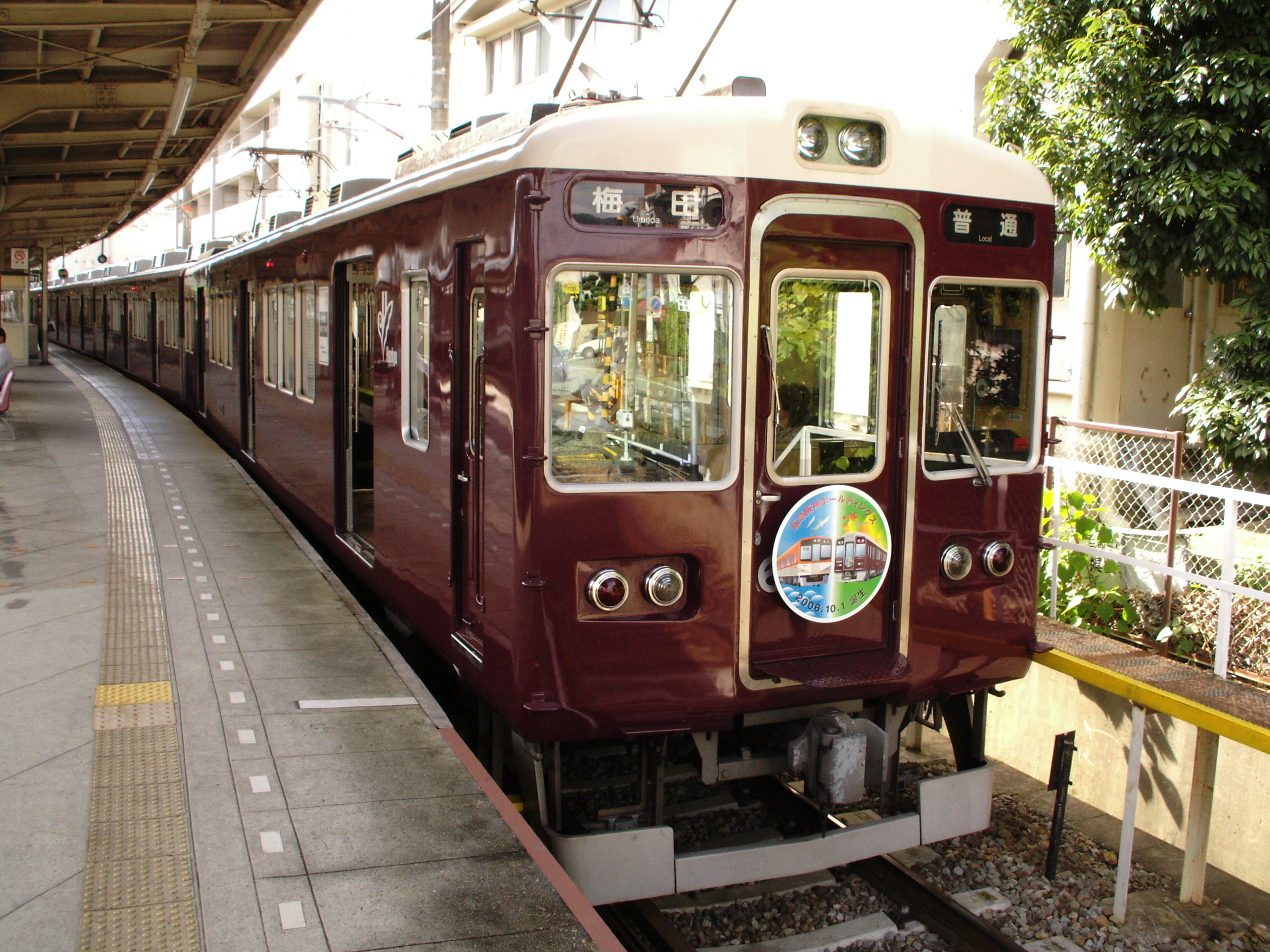
한큐한신 홀딩스 탄생 기념 헤드 마크를 게시한 6000계 전철. 하나쿠마 역 홈에서

1907년에 설립된 미노오 아리마 전기 궤도가 1910년 3월 10일에 현재의 다카라즈카 본선·미노오 선에 해당하는 우메다 - 다카라즈카,이시바시 - 미노오를 개업한 것이 시작. 창업자 고바야시 이치조는 경영 안정을 위해 연선 개발에 힘을 써 주택지 분양, 다카라즈카 신온천, 다카라즈카 가극대(후의 소녀가극단, 현재의 다카라츠카 가극단)등의 사업을 다각적으로 전개했다.
계속 되어 한신간의 수송에 참가. 1918년, 회사명을 한신 급행 전철으로 개칭. 현재까지 계속되는 약칭 「한큐」는 이것에 유래한다(정식 회사명에도 채용된다). 한신간에 참가한 것으로, 이후 이미 한신간에 도시간연락 전철을 영업하고 있었던 한신 전기 철도와는 격렬하게 싸우는 라이벌 관계가 되었다. 1936년에는 고베시내의 산노미야역에 고가선으로 노선 연장했다.
덧붙여 「전철」이라고 하는 말은, 「전기 철도」라고 하는 말을 상호에 사용하는 것에,철도성이 어디까지나 궤도법 준거의 「전기 궤도」인 것을 근거로서 난색을 나타낸 것으로부터 대책으로서 고바야시 이치조가 생각해 낸 말로, 이후 궤도법 감독하의 각사가 고속 전기 철도에의 탈피를 도모할 때에 유용하게 활용되게 되었다.
1943년, 전시 기업 통합 정책(육상 교통 사업 조정법)에 의해 게이한 전기철도를 합병,게이한신 급행 전철이 된다. 덧붙여 이때 「한큐」라는 약칭은 공식으로는 사용되지 않게 되어 「게이한신(급행)」이라고 여겨졌지만, 오사카 시전의 전차 정류장명에서도 「한큐한신전」(우메다)·「게이한신 급행전」(덴로쿠) 등과 혼합해서 이용되고 있었다고 한다.
전후의 1949년에 가타노 선·우지 선·게이신 선·이시야마사카모토 선이 게이한 전기철도로서 재분리. 이때 약칭도 「게이한신」으로부터 「한큐」로 되돌리고 있다.
1973년,한큐 전철로 회사명 변경. 1992년 스트아드페아시스템「라가르스르」를 개시한다.
그러나,버블붕괴로 쟈야마치 지구 등의 재개발 사업의 실패에 의한 거액의 손실을 입었다. 1995년 1월 17일의 한신·아와지 대지진으로 고베 본선·이타미 선·이마즈 선 등이 심대한 피해를 받았지만 동년 6월 12일에 거의 전선이 복구, 1998년에는 이타미 역도 재건되었다.
지진 재해 이후도, 길어지는 소비불황이나 서일본 여객철도(JR서일본)등과의 격렬한 경합, 1자녀화등의 영향에 의해 수송 인원은 감소. 부동산·호텔 사업의 재편이나, 다카라즈카 신온천 이래 90년이상의 역사를 가지는 유원지 「다카라즈카 패밀리 랜드」의 폐원,포트 아일랜드에 있던 「고베 포트피어 랜드」로부터의 사업 철퇴(그 후 고베 시가 운영을 하다가 2006년 폐원)등, 그룹 사업의 재편이 진행된다. 그 집대성으로서 2005년 4월 1일에 구·한큐 전철로부터 철도, 부동산, 레저, 유통의 4사업을 분할 승계하는 신·한큐 전철(한큐 전철 분할 준비(주)로부터 상호 변경)과 호텔 경영을 통괄하는 한큐 호텔 매니지먼트, 여행업의 한큐 교통사의 직영 사업회사 2회사가 맞추어 3회사로 재편해, 구·한큐 전철은 지주회사 한큐홀딩스(현·한큐 한신 홀딩스)(으)로 이행했다.
덧붙여 2007년 10월 19일 창업 100주년을 맞이했다.

### 연표
- 1906년 1월 15일 미노오 아리마 전기 철도 창립 발기인회 설립.
- 1907년 6월 1일 미노오 아리마 전기 궤도로 회사명 변경.
- 1907년 10월 19일 미노오 아리마 전기 궤도 창립총회.
- 1910년 3월 10일 다카라즈카 본선 우메다 - 다카라즈카간, 미노오 선 이시바시 - 미노오간이 개통.
- 1911년 5월 1일 다카라즈카 신온천(후의 다카라즈카 패밀리 랜드)이 개업.
- 1913년 7월 1일 다카라즈카 창가대(현재의 다카라츠카 가극단)를 조직.
- 1918년 2월 4일 한신 급행 전철로 회사명 변경.
- 1921년 9월 2일 서보 선 다카라즈카 - 니시노미야기타구치간이 개통.
- 1925년 6월 1일 우메다 한큐빌딩(구관)에 한큐 마켓이 개업.
- 1925년 10월 15일 신쿄판철도(1930년에 게이한 전기철도에 합병)에 의해 텐짐바시 - 아와지간이 개통.
- 1926년 12월 18일 서보 선이 전노선 개통. 이마즈 선으로 개칭.
- 1928년 1월 16일 신쿄판철도에 의해 아와지 - 다카츠키마치(현재의 다카츠키시) 간이 개통.
- 1928년 11월 1일 신쿄판철도에 의해 다카츠키마치 - 사이인간이 개통.
- 1928년 11월 9일 신쿄판철도에 의해 아라시야마 선이 개통.
- 1929년 4월 15일 우메다역에 한큐백화점이 개점.
- 1932년 8월 연극, 영화의 흥행을 주된 목적으로 도쿄 다카라즈카 극장(현재의 도호)를 설립.
- 1936년 4월 1일 고베 본선 서나다(현재의 오지코엔 역) - 고베(현재의 산노미야역) 간이 개통.
- 1943년 10월 1일 한신 급행 전철이 게이한 전기철도를 합병, 게이한신 급행 전철이 된다.
- 1945년 5월 1일 가타노 전기 철도의 사업을 양도해 가타노 선으로 한다.
- 1946년 11월 20일 생산부를 닛코 식산 주식회사(현·한큐 산업 주식회사)로서 분사화.
- 1949년 1월 1일 기타노 선을 휴지.
- 1949년 12월 1일 가타노 선·우지 선·게이신 선·이시야마사카모토 선을 게이한 전기철도(신)로 분리. 신쿄판선을 교토 본선으로 개칭.
- 1967년 3월 1일 센리야마 선이 센리 선으로 개칭, 기타센리 역까지 개통. 기타센리 역에 일본 최초의 본격적인 자동 개찰기설치.
- 1968년 4월 7일 고베 본선이 고베 고속 철도·산요 전기 철도와 상호 직통 운전 개시.
- 1969년 12월 6일 센리 선·교토 본선이 오사카 시 교통국 지하철 사카이스지 선과 상호 직통 운전 개시.
- 1973년 4월 1일 한큐 전철로 회사명 변경.
- 1973년 11월 23일 우메다역의 이전 확장 공사가 완료.
- 1988년 10월 31일 한큐블레이브스를 오리엔트·리스(현 오릭스)에 양도.
- 1989년 4월 1일 선불 카드「라가르카드」도입.
- 1989년 12월 7일 분사·지주회사화의 준비를 위한 완전 자회사·한큐 전철 분할 준비 주식회사(현 한큐 전철)의 등기상의 설립 연월일.
- 1992년 4월 1일 스트아드 페아시스템 「라가르스르」개시.
- 1994년 9월 1일 일본 최초의 부정 승차방지 시스템 「페어 라이드 시스템(Fare ride system)」을 도입.
- 1995년 1월 17일 한신·아와지 대지진으로 각선에 피해. 동년 1월 23일까지 교토 본선, 다카라즈카 본선, 고베 본선의 일부에서 운행 재개.
- 1995년 2월 5일 이마즈 선이 전선 복구.
- 1995년 3월 11일 이타미 선이 신이타미 - 이타미(가역) 간에서 운행 재개.
- 1995년 6월 12일 고베 본선이 전선 복구.
- 1996년 1월 1일 「젠틀 사운드 서비스」의 일환으로서 역·차내에서의 안내를 변경(자세한 것은 특기 사항 참조).
- 1997년 11월 17일 다카라즈카 본선으로 노세 전철 일본생명보험 주오 역까지 노선연장을 실시하는 직통 특급 일본생명보험 익스프레스의 운전을 개시.
- 1998년 2월 15일 산요 전기 철도와의 상호 직통 운전을 중지, 고베 본선은 신가이치까지의 운행.
- 1998년 10월 1일 이마즈(남)선 1인 승무 운전을 개시.
- 1998년 11월 21일 이타미 역 본역이 완성. 이타미(가역) - 이타미간은 단선으로 운전 재개.
- 1999년 3월 6일 이타미(가역) - 이타미간이 복선 운전 재개, 지진 재해로부터 실로 4년 만에 완전 복구.
- 1999년 4월 1일 전노선의 전차량으로 우선 좌석을 폐지(전차량의 전좌석을 우선 좌석화).
- 2002년 10월 1일 교토 본선으로 여성 전용 차량을 2개월간 한정으로 시험 도입. 6300계의 특급·통근 특급·쾌속 특급에만 설정. 동년12월 2일부터 본격 도입.
- 2003년 6월 10일 휴대 전화의 전원 off를 규칙으로 한 차량 「휴대 전화 전원 off 차량」을 전열차로 시험적으로 도입(자세한 것은 특기 사항 참조). 7월 11일부터 본격 도입.
- 2004년 8월 1일 비접촉형 IC카드 PiTaPa에 의한 승차 서비스를 개시. HANA PLUS 카드 발행.
- 2005년 4월 1일 한큐 전철·한큐 호텔 매니지먼트·한큐 교통사의 각사를 직할 하는 지주회사 한큐홀딩스에 이행. 동일자로 철도·부동산등의 사업은 회사 분할에 의해서 한큐 전철 분할 준비(주)에 승계시킨 다음 동사를 한큐 전철로 개칭, 구 한큐 전철을 한큐홀딩스로 개칭.
- 2006년 1월 21일 JR서일본의 ICOCA로 철도 노선이 이용 가능하게 된다.
- 2006년 7월 1일 PiTaPa 대응 카드를 이용한 「IC정기권 서비스(PiTaPa 정기 서비스)」를 개시.
- 2006년 10월 1일 모회사의 한큐홀딩스가 한신 전기 철도와의 경영 통합에 수반해 한큐 한신 홀딩스로 회사명 변경.
- 2007년 10월 1일 HANA PLUS 카드를 대신해 STACIA 카드 발행 개시.
- 2007년 10월 19일 창립 100주년을 맞이한다.
- 2007년 10월 29일 전노선의 전차량에 우선 좌석을 재설치. 휴대 전화 전원 off 차량의 장소를 일부 변경.

## 한큐 전철의 호칭
간사이 사철에서는 "ㅇㅇ전차"라는 호칭이 정착하고, 차내 방송이나 역의 게시물, 웹 사이트에서도 "ㅇㅇ전차"라는 애칭을 사용하고 있지만, 한큐 전철은 공식적으로는 "한큐 전차"라고는 안내하지 않는다. 이것은 1992년의 창업 85주년을 계기로 회사 측이 공식 통칭을 "한큐 전철"으로 변경했기 때문이다.
그러나 승객 사이에서는 현재까지도 "한큐 전차", "한큐 선", "한큐"이라고 하는 약칭이 많이 사용되고, 교토 시영 지하철 시조역, 오사카 메트로 우메다역 등 타사·타국에서 환승 안내 표시도 "한큐 전차"이다. 그러나 한큐 측에서도 용품 간행물은 때때로 "한큐 전차"를 사용하는 경우가 있다.
한큐 전철은 "전기 철도"라는 호칭을 "전철"로 생략하고, 공식적인 사명으로 정한(당시의 회사 명은 "한신 급행 전철") 일본 최초의 철도 회사이다.

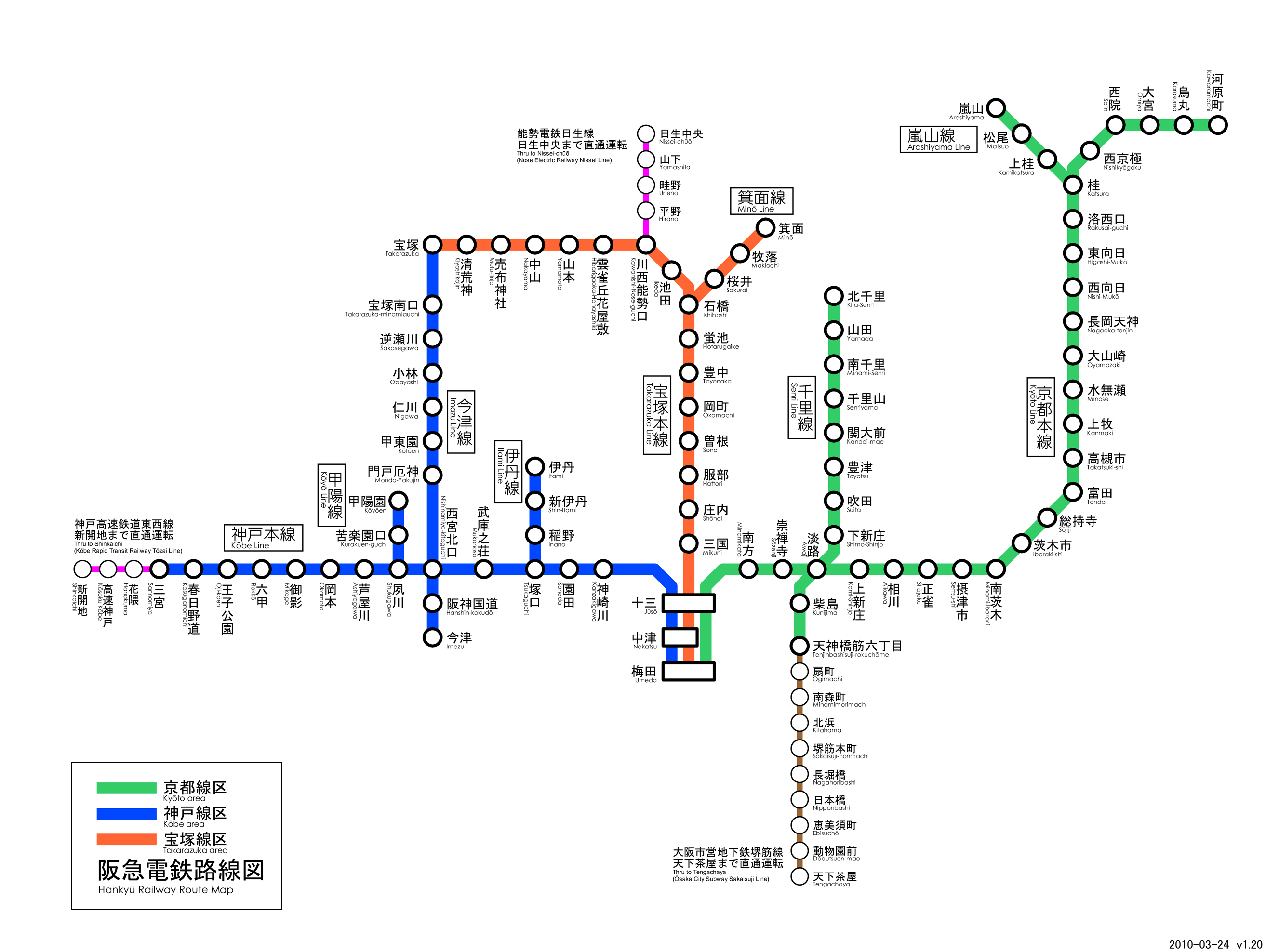
지하철 노선

## 철도 사업

### 노선
크게 고베 선·다카라즈카 선·교토 선의 3개로 나눌 수 있어 각각 본선과 거기에 부수 하는 지선을 가진다. 라인 칼라는 노선도 외, 홈의 발차 번선, 보통 전철의 행선지 표시판(각 지선만)등에 사용되고 있다.

#### 고베 선 계통
- 고베 본선(神戸本線)：우메다(梅田) 역(오사카시) - 산노미야(三宮) 역(고베시)
- 이타미 선(伊丹線)：쓰카구치(塚口) 역(효고현 아마가사키시) - 이타미(伊丹) 역(효고 현 이타미시)
- 이마즈 선(今津線)：다카라즈카(宝塚) 역(효고 현 다카라즈카시) - 이마즈(今津) 역(효고 현 니시노미야시)
- 고요 선(甲陽線)：슈쿠가와(夙川) 역 - 코요엔(甲陽園) 역(니시노미야 시)

#### 다카라즈카 선 계통
- 다카라즈카 본선(宝塚本線)：우메다 역 - 다카라즈카 역
- 미노오 선(箕面線)：이시바시(石橋) 역(오사카부 이케다시) - 미노오(箕面) 역(오사카 부 미노오시)

#### 교토 선 계통
- 교토 본선(京都本線)：주소(十三) 역(오사카 시) - 가와라마치(河原町)역(교토시)
- 센리 선(千里線)：덴진바시스지6초메(天神橋筋六丁目) 역(오사카 시) - 기타센리(北千里) 역(오사카 부 스이타시)
- 아라시야마 선(嵐山線)：가쓰라(桂) 역 - 아라시야마(嵐山) 역(교토 시)

이 외 , 다카라즈카 본선 주소 - 다카라즈카간, 고베 본선 주소 - 니시노미야기타구치간, 이마즈(기타) 선 다카라즈카 - 니시노미야기타구치간의 환상 구간을 「순환선」이라고 호칭하는 경우가 있다. 이전에는 각 역의 운임표 주변에 게시되고 있던 설명서 등에도 그 기술을 볼 수 있었지만, 동구간에 환상 운전은 행해지지 않은 것 외 「순환선」의 호칭은 JR 오사카 순환선을 연상 시키기도 해 적극적으로는 이용되지 않았다. 운임 계산에 있어서의 설명서나 기획 승차권·정기승차권의 유효 구간 표시등에서 조금 확인할 수 있는 정도이다.
한큐의 노선에는 터널이 거의 존재하지 않는다. 공사기간과 비용이 늘어나고, 메이지 - 타이쇼 시대의 토목 기술에서는 위험이 컸기 때문에 의도적으로 터널 공사를 피했기 때문이다. 다카라즈카 선은 터널을 필요로 하는 루트를 피한 결과, 커브가 많은 노선이 되었다. 현재에도 터널은 제2종 철도 사업 구간(고베 고속선)을 제외하면 전선으로 3개소밖에 존재하지 않고, 그 중 2개소는 사이인 - 가와하라마치간과 덴로쿠 부근의 지하선에 통하는 입구여서, 출입구가 있는 순수한 터널은 센리 선의 센리 터널 하나이다. 덧붙여 직통 운전을 실시하고 있는 노세 전철에는 수많은 터널이 있다.
한신 니시오사카 선이 긴테쓰남바 역까지 개통하는 2009년 이후는(개업 후는 한신 남바선으로 개칭), 간사이에서는 유일 오사카시 주오 구에 노선이 없는 대기업 사철이 된다(다만 교토 본선의 차량 자체는 사카이스지 선을 개입시키고 주오 구에 노선 연장하고 있는 것도 있다).

### 열차 종별
한큐 전철에 대해 설정되는 열차 종별은 다음과 같다.
- 특급·통근 특급·쾌속 급행
  - 고베 선·교토 선
- 특급 일본생명보험 익스프레스
  - 다카라즈카 선
- 급행·통근 급행
  - 고베 선·다카라즈카 선
- 준급
  - 고베 선·이마즈 선·다카라즈카 선·교토 선·센리 선
- 통근 준급
  - 다카라즈카 선·미노오 선

#### 열차 종별의 표시
열차 종별은 선두 차량 전면의 통과 표지등이나 종별 표시기로 식별할 수 있다.
통과 표지등의 점등 패턴은 다음과 같다.
- 정면에서 봤을 때 양쪽이 점등 - 쾌속 급행·통근 특급·특급 일본생명보험 익스프레스·특급(임시·대절·회송·시운전 열차도 포함한다)
- 정면에서 봤을 때 우측이 점등 - 통근 준급·준급·통근 급행·급행
- 점등되지 않았음 - 보통

급행의 점등 패턴은 긴키 일본 철도와 같다.

### 타사 노선과의 직통 운전
- 오사카시 고속 전기궤도：교토 선·센리 선과 사카이스지선과 상호 연결 운행.
  - 오사카 메트로의 차량의 노선연장은 기본으로서 다카츠키시까지이지만, 시운전이나 이벤트 등에서 노선 연장한 실적이 있다.
- 고베 고속 철도：고베 선이 도자이 선 신가이치 역까지 노선 연장.
- 산요 전기 철도：1998년까지 고베 선이 고베 고속 철도 도자이 선을 경유해 산요 전철 본선 스마우라코겐 역까지 노선 연장, 산요 차량도 고베 선 한큐롯코 역까지 노선 연장.
  - 산요 차량은 현재에도 산노미야역까지 노선 연장하고 있어 즉시의 회송 때, 우메다 측에도 수백 미터 주행하기 때문에 승객 취급은 하고 있지 않는 한큐 선내를 달리는 산요 차량은 존재한다. 덧붙여 1998년까지는 롯코 역으로부터 한큐미카게 역 서쪽의 대피선까지 회송되어 즉시를 하고 있었다.
- 노세 전철：다카라즈카 선이 노선 연장.
  - 노세 전철은 한큐 그룹의 일원으로, 2003년 이후는 도색도 한큐와 같다.
  - 노세 전철의 차량(원래는 한큐의 차량)은 차량 검사나 이벤트 시에 히라이 차고나 쇼쟈쿠 차고까지 입선하고 있다.

### 차량
미노오 아리마 전기 궤도 및 그 후신의 한신 급행 전철(한큐)에 의해서 부설된 고베 선·다카라즈카 선과 기타오사카 전기 철도 및 그 후신의 신쿄판철도에 의해서 부설된 교토선과는 그 과정이 다르기 때문에 차량 규격에 차이가 있다.
차량의 전장품도, 다카라즈카 선은 도시바제, 교토 선은 신쿄판시대의 자취로 토요 전기 제조제로 나눌 수 있다. 지금도 이 관습을 계속 지키고 있다(그 밖에 도시바 제품은 다카라즈카 선의 전장품 외에 전역의 역무기기나 전철의 공조 장치,엘리베이터, 업무용 PC등 폭넓은 분야에서 사용되고 있다).매스 콘은 간사이에서는 드물게 원 핸들 매스 콘을 적극적으로 채용하고 있다.
전후 1948년의 550형이후 모든 한큐차량은 계열의 나니와 공사 기계(후의 알나 공업 기계)가 건조하고 있었다(차량을 신규 제조하는 것을 「건조」라고 표현한다). 그러나 한큐와 도부 철도, 도쿄 도 교통국, 오사카 시 교통국 등의 주된 납입처가 경영 상황의 어려움으로부터 차량 신조를 억제, 수주가 격감했기 때문에 2002년에 동사는 해산. 그 후의 한큐차의 건조 메이커로 선택된 것은 지금까지 간사이의 대기업 사철과 거래가 없었던(다만, 공영인 교토시·오사카시와는 거래가 있었다)히타치 제작소. 덧붙여 한큐의 경영 사정은 여전히 어려워 1960년대 후반 - 1980년대 전반에 제조된 차량을 아르나 차량이나 글로벌 텍에서 갱신 공사를 시공해 연명 사용하는 조치를 취하고 있다(1970년대 전반까지의 차량에 관해서는 재차의 갱신 공사 시공이 된다).
최근의 차량(갱신차 포함한다)에는 경년 열화도 고려해 차체나 도어부에 꽤 진한 색을 사용하게 되었다. 덧붙여 외부도색에 대해서는 8000계 도입시와 9300계 도입시에 신색채용(메탈릭 오렌지등이 검토되었다)의 안이 부상했던 적이 있지만, 이용자나 사내로부터도 항의나 반대 의견이 속출했기 때문에 6000,7000계열의 지붕부분을 아이보리색으로 고치는 것 이외는 폐안이 되었다(다만 현재에도 이용자나 부내중에서는 아이보리색을 차체 하단 부분에도 마련하는 정도이면 좋다는 의견도 소수 존재하고 있다). 덧붙여 교토 선에 노선 연장한 지하철 사카이스지 선의 차량에 관해서는,스텐레스 차체에 차계의 띠를 감은 66계가 달리고 있다. 이전에는 알루미늄제 차체에 다대를 감은 60계도 달리고 있었다.
한큐 전철에 있어서의 형식의 부번은 다음과 같다. 한큐 전철의 형식 번호는 1980년대에 폐차된 810계를 마지막으로, 이후는 4자리수가 되어 있다.
1. 부수차(T차)에는 동계의 전동차(M차)의 차번에 50을 더한 번호를 붙인다.
2. 중간차에는 선두차의 차번에 500을 더한 번호를 붙인다.
3. 모하,쿠하 등의 형식 기호는 붙이지 않는다.

C#7613(7013F에 속하는 산노미야의 2호차)를 예에 취하면 다음과 같이 된다.
- 7 (천의 자리)…차량 형식의 계열을 나타낸다. 1로부터 시작되어 형태나 성능마다 9까지의 숫자로 나눌 수 있다(4는 사업용차).
- 6 (백의 자리)…0 - 4선두차,5 - 9중간차,0 - 2·5 - 7다카라즈카 선,3·4·8·9교토 선. 1100계 - 3100계까지는 0·5가 고베 선용,1·6이 다카라즈카 선용이었다. 2·7은 평상시는 사용하지 않고, 시작차나 특별 차량용으로 비울 수 있다.
- 1 (십의 자리)…0 - 4전동차,5 - 9부수차
- 3 (일의 자리)…제조 순위 번호. 제조순서에 타사와 같은 1은 아니고 0부터 붙일 수 있다(산요 전기 철도도 같다). 다만,3300계까지 교토 선용은 신쿄판시대의 자취로 1부터 시작되도록 되고 있었다.

다만, 원래 선두차였던 차량으로 그 후의 개조로 운전대를 철거(중간차화)했을 경우에서도 개번 되는 일 없이 제조 당시의 번호인 채로 사용되고 있는(예：3000계의C#3000) 경우가 있다.
고베 선/다카라즈카 선
- 2000계
- 1000계
- 9000계
- 8200계
- 8000계
- 7000계
- 6000계
- 5100계
- 5000계

교토 선
- 2300계
- 1300계
- 9300계
- 8300계
- 7300계
- 6300계
- 5300계
- 3300계

사업용
- 4050형

### 운임
어른 보통 여객 운임(소아 반액). 2004년 12월 1일 기준.
| 영업 거리      | 운임（엔） | 영업 거리 | 운임（엔） |
| -------------- | ---------- | --------- | ---------- |
| 최초 구간 4 km | 150        | 34 - 42   | 360        |
| 5 - 9          | 180        | 43 - 51   | 390        |
| 10 - 14        | 220        | 52 - 60   | 450        |
| 15 - 19        | 260        | 61 - 70   | 510        |
| 20 - 26        | 270        | 71 - 76   | 600        |
| 27 - 33        | 310        |           |            |

#### 회수권
다음과 같은 종류의 회수권을 발매하고 있다. 유효기간은 발매일부터 3개월 후의 말일까지.
덧붙여 낮시간대 10 - 16시간의 사이에 입장·정산 사용하는 것을 가리킨다. 주말에는 주말 다이어로 운전하는 평일(명절·연말 연시 기간)도 포함한다.
- 보통 회수권 - 10회분의 금액으로 11회 승차 가능
- 시차 회수권 - 평일 낮·토요일 유효. 10회분의 금액으로 12회 승차 가능.
- 하프 시차 회수권 - 5회분의 금액으로 6회 승차 가능. 시차 회수권의 하프판.
- 토·일 회수권 - 주말 유효. 10회분의 금액으로 14회 승차 가능.
- 하프 토·일 회수권 - 5회분의 금액으로 7회 승차 가능. 토·일 회수권의 하프판.

노세 전철·고베 고속·산요 전철·고베 전철 연락은 보통 회수권·하프 시차 회수권·하프 토일 회수권만의 발매이다.
유효 구간이 한큐 선내만되는 경우는 회수권 카드로의 발매도 실시하고 있다. 회수권 카드만, 보통 회수권 22회권(20회분의 금액)을 발매하고 있다.
2007년 4월 1일부터 180엔,260엔,310엔 구간의 모든 회수권에 대해서는 유효기간내이면 한신 전철에서도 이용 가능해졌다. 다만 그대로는 이용하지 못하고, 한신선으로 이용할 때는 입장전에 청색의 매표기로 한신의 회수권으로 바꿀 필요가 있다. 또, 한신 선 180엔,260엔,310엔 구간의 회수권도 이와 같이 한큐로 사용 가능하다. 이쪽도 사용전에 적색의 매표기로 한큐의 회수권으로 바꿀 필요가 있다.
한큐는 목적지를 지나쳐서 정산 때, 회수권을 1매만 권면에 기재된 액면의 금권으로서 사용할 수 있다. 예를 들면 450엔 구간을 270엔의 보통 승차권(또는 회수권)으로 입장·승차했을 경우, 하차시에 180엔의 회수권을 가지고 목적지를 지나쳐서 정산을 할 수 있다. 불리를 알면서 합계 금액이 과잉이 되는 경우도 사용할 수 있다.(예：510엔 구간을 260엔의 보통 승차권(또는 회수권)으로 입장, 하차시에 260엔의 회수권을 가지고 목적지를 지나쳐서 정산) 이 때는 개찰기·정산기의 이용은 하지 못하고, 계원 창구에서 정산할 필요가 있다.
2008년 12월 29일에 위조 레인보우 카드(오사카시 교통국의 스루토KANSAI 대응 카드)의 사용이 발각되었기 때문에,2009년 2월부터 순차적으로 자동 매표기로의 라가르카드를 포함한 스루토KANSAI 대응 카드로의 회수권 및 회수 카드로의 교환을 할 수 없게 될 예정이다.

## 특기 사항

### 홈의 호칭
- 일반적으로 홈을 부르는 법은 「○번선」이지만, 한큐 전철에서는 「○호선」이라고 하는 부르는 법이다. 이것은 「○번선」이 사내에서의 구내 배선에 대해서 부르는 법이기 때문이다. 다만, 산노미야역은 예외적으로 「0번 홈」이라고 하는 부르는 법을 하고 있다.
- 홈이 2차량분밖에 없는 역에서는 섬식·대향식에 관계 없이 원칙으로서 자동 방송으로 홈 번호를 말하지 않고 「여러분, 곧 아와지 방면을 향하는 전철이 도착합니다」(교토 선)과 같이, 행선지의 방면에서 표현한다.
  - 예외적으로 홈이 3차량분 이상 있는 역에서도 번호를 말하지 않는 경우도 있다(교토 선의 역이나, 우등 열차 통과역에 많다. 예：소노다 역, 아이카와역, 이바라키시 역, 다카쓰키시 역, 가쓰라 역). 단지 차량이 입선하고 올 때의 방송에서는 「0호선에 들어갔던 전철은…」이라고 홈의 안내도 포함해 안내된다.
  - 또, 니가와 역은 한신 경마개최시의 임시 열차의 관계로 회송차의 발착이 있기 위해 행선지조차 붙지 않는다. 이전에는 쇼자쿠 역도 배선의 관계상 1개의 홈에서 양방향의 열차가 나오기 위해 행선지가 붙지 않았지만, 열차 안내 장치·방송 기기의 갱신에 의해 2008년 2월부터 우등 열차 정차역 같은 수준의 상세 방송으로 변경되었다.
- 아와지 역에는 1호선이 없고,2 - 5호선만 존재한다. 이전에는 1호선이 존재했으나[3] 사내 업무에도,승객에게도 혼란이 되는 것을 막기 위해서 1호선 폐지 시에 번호를 차례차례로 보내지 않았던 경위가 있다. 덧붙여 쇼자쿠 역에도 1호선 홈이 없지만, 이것은 다른 이유에 의한다.(쇼자쿠 역#역 구조를 참조)
- 가쓰라 역에는 1호선의 근처에 「C호선」이 있다. 원래는 인접하는 차량 기지의 C호선을 것을 홈을 설치하고 역으로 한 것이다. 번호를 차례차례로 보내지 않았던 점으로 1호선이 없는 아와지 역과 같은 이유이다.
- 신포우 선과 교토 선에서는 열차의 홈의 「노란선의 안쪽에 물러서 주세요.」의 발음이 다른 것을 알 수 있다.

### 역·차내에서의 안내

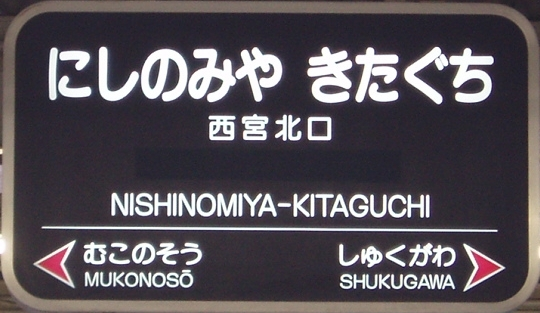
한큐 전철의 승강장 역명판의 예(한큐 니시노미야 가덴즈 개업전의 니시노미야기타구치 역). 2000년대 전반무렵까지 만들어진 안내 사인등의 서체에는 주로 「나르」가 이용되었다.

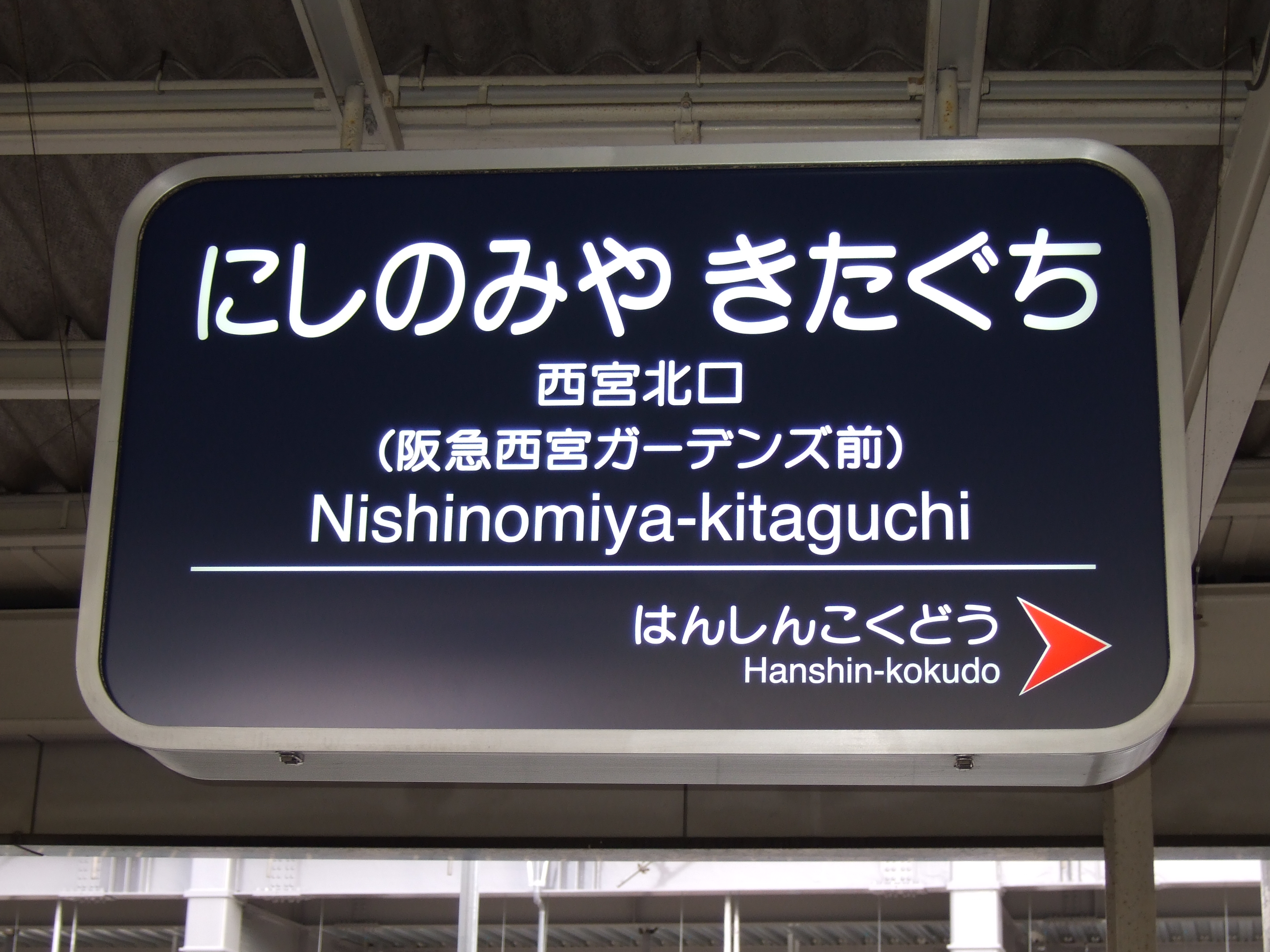
한큐 전철의 승강장 역명판의 예(한큐 니시노미야 가덴즈 개업 후의 니시노미야기타구치 역).상기의 것과 폰트나 영문자 표기등이 다르다.

- 덴진바시스지 6초메 역에 정차하는 열차는 「다음은 텐짐바시스지료쿠초메, 덴로쿠입니다」라는 아나운스를 한다. 약칭을 육성으로 말하는 경우가 많은 가운데 드문 예이다.
- 우메다, 산노미야, 다카라즈카 등의 JR의 노선으로 갈아 타기가 가능한 역에 도착할 때의 환승 안내에서는 구 일본 국철시대부터 일관해서 JR선의 안내를 하고 있지 않다. 다만 2006 - 2007년의 다이어 개정으로 노선도에는 표기하게 되어 있다.
  - 덧붙여 오사카 시 교통국은 사카이스지 선 오기마치 역을 JR 오사카 순환선의 환승역으로서 안내하고 있지만, 한큐전차의 노선도에는 그 취지가 기재되지 않았다.
- 역 구내의 자동 방송은 탤런트인 가타야마 미쓰오와 마리코 유미가 담당하고 있다. 덧붙여서 가타야마는 JR 다카라즈카 선의 역 방송도 맡고 있다.
- 1996년 1월 1일, 「젠틀 사운드 서비스」의 일환으로서 역·차내에서의 안내를 변경했다. 구체적으로는 자사 선내에서의 차장의 호루라기에 의한 발차 신호를 원칙 폐지. 우등 열차의 정차역의 안내를 「다음은 00까지 멈추지 않습니다」로부터 「다음은 00역에 정차」. 차역의 안내를 「다음은 00입니다」로부터 「다음의 정차역은 00입니다」로, 또 안내 회수를 주요역을 제외해 원칙 1회로 했다. 2005년 10월 1일부터 차내에서의 안내 방송을 「다음의 정차역은 00입니다」로부터 「다음은 00, 00입니다」로 변경하고 있다. 2006년 10월 1일부터는 고베 선·다카라즈카 선에서, 2007년 3월 16일부터는 교토 선의 역 홈에서의 안내 방송을 「지금 도착의 전철은 각 역 정차 우메다행입니다」로부터 「지금 도착의 전철은 각 역 정차 오사카 우메다행입니다」로 변경하고 있다.[4]
- 우메다·산노미야·신가이치·가와하라마치의 4역에 대해서는 「오사카 우메다」 「고베 산노미야」 「고베 신개발지」 「교토 가와하라마치」와 같이 아나운스 한다.(반복하는 경우는 2번째 이후 오사카·고베·교토의 부분을 생략 한다)

### 휴대 전화 전원 off 차량
한큐 전철에서는 휴대 전화의 전원 off를 종일 규칙으로 한 차량 「휴대 전화 전원 off 차량」을 전열차로 설정했다. 2003년 6월 10일부터 1개월간 한정으로 시험 도입, 동년 7월 11일부터 본격적으로 도입했다. 또 교토선에 직통하는 오사카 시 교통국 지하철 사카이스지 선이나 같은 한큐 그룹의 노세 전철·고베 전철이 도입되고 있다. 또 이「휴대 전화 전원 off 차량」에 대한 아나운스는, 육성에 의해서 조금 다른 일이 있다.
- 설정 차량：1차량(고베·다카라즈카·교토·기타센리·이타미·미노오·카와니시노세구치 방면 선두 차량)

### 부활한 「우선 좌석」
하나 더, 한큐 전철의 독자 룰로서 특필된 것이 「전석 우선 좌석」이다. 한큐 전철에서는 「특정의 자리를 고집하지 않고, 모든 좌석에서 쌍방양보의 정신을」이라는 일로부터, 정해진 우선 좌석을 폐지해 1999년 4월부터 「전석 우선 좌석」을 도입하고 있었다. 한큐 전철에서 「휴대 전화 전원 off 차량」이 설정된 것은, 동업 타사가 「우선 좌석 부근에서는 휴대 전화의 전원을 off」라고 하는 룰을 빠짐없이 도입했지만, 한큐는 특정의 우선 좌석이 없었기 때문에 이렇게 되었다.
그런데 , 한큐 전철측의 기대와는 정반대로 이 「전석 우선 좌석」은 잘 쓰이지 않고, 거의 좌석의 쌍방양보를 하지 않다고 하는 현상으로 2007년 6월말의 한큐한신 홀딩스의 주주 총회에서 재설치의 요망이 있던 것을 기회로 전석 우선 좌석을 재검토하게 되어, 동년 10월 29일에 「전석 우선 좌석」은 폐지되어 다시 「우선 좌석」을 설치했다.
그러나, 우선 좌석의 설치 개소는 기본적으로 각 차량의 「우메다를 전방으로 했을 때의 최후미 좌석」이지만 운전대, 혹은 운전대 자취가 존재하는 차량은 그러한 역측의 좌석이 되고 있어 중간에 운전대 및 그 폐지 개조를 실시한 차량이 포함되는 편성(고베 선의8032F등)은 우선 좌석이 차량에 의해서 앞쪽에 있거나 뒤편에 있어 별로 통일되어 있지 않다고 하는 염려가 있다.

### 텔레비전·영화 촬영
- 1990년대 후반무렵에 간사이의 철도 사업자에서는 처음으로 외부의 사업자의 TV프로,영화,드라마의 촬영을 인정했다.(일본의 철도 사업자로 최초로 이 사업을 개시한 것은 게이세이 전철이다)
- 철도 사업자에서는 유일하게 일본 총무성에서 동경110도 CS위탁 방송사업자 인정을 받고 있어 2002년부터 다카라즈카 가극 전문 채널 「다카라즈카·스카이·스테이지」를 방송하고 있다.

### 그 외
- 한큐홀딩스(현·한큐한신 홀딩스)로서 지주회사가 되기 전의 구·한큐 전철은 1936년부터 1988년까지 프로 야구 구단인 한큐 블레이브스(후에 오릭스·블루 웨이브, 현재는 오릭스 버펄로스)를 가져, 그 본거지(전용 구장)으로서 한큐 니시노미야 구장(후의 한큐 니시노미야 스타디움, 2002년에 폐쇄)을 소유하고 있었다.
- 등기상의 본점 소재지를 오사카부 이케다시에 두고 있어서, 이케다 시를 소관하는 도요노 세무서의 법인세 랭크에서는 항상 톱이다.
- 일본의 철도 사업자로 처음으로 「학생 전용 출구」를 1965년에 고요 선 고요소노 역을 시작으로 일부의 역에서 개설했다(교복 착용이 조건). 1969년에는 「통근 전용 출구」를 쓰카구치 역, 이케다역, 도다 역에 설치했다. 이러한 출입구는 1992년까지 설치되어 있었다.
- 출퇴근 시간 등의 역 안내 업무의 임시 안내계(아르바이트)로서 학생반이 설치되어 있다. 그 이름대로 대학생과 전문학교생이 고용 대상이다.
- 간사이 사철로 처음으로 역 구내에 입식·우동 가게를 마련한 것은 한큐 전철이다.
- 국제 문화 공원 도시에 토지를 보유하고 있다.[5]
- 다카라즈카 가극단을 산하 기관으로 두고 있다. 때문에 다카라즈카 가극단 단원들에게는 한큐 전철 홍보과 직원 신분으로 한큐전철 사원증이 발급된다. 애초에 한큐전철은 다카라즈카 역에 승객들이 방문하게 만들기 위해서 아예 다카라즈카 시를 도시개발 했는데 이 과정에서 소녀들을 모아서 만든 극단이 다카라즈카 가극단이다.

## 관계 기업
한큐 한신 도호 그룹에 속하는 전기업의 일람은 한큐 한신 도호 그룹을 참조.
- 한큐백화점
- 도호
- 한신 전기 철도
- 한큐 전철 그룹
  - 노세 전철
  - 기타오사카 급행 전철
  - 고베 전철
  - 호쿠신 급행 전철
  - 고베 고속 철도
  - 한큐 버스
  - 한큐 데넨 버스
  - 신에쓰 버스
  - 단고가이리쿠 교통
  - 한큐 택시
  - 한큐 교통사
  - 간사이 TV 방송 - FNN/FNS의 준키국. 후지산케이 그룹에도 가깝다
  - 한큐커뮤니케이션(옛 TBSBritannica)
  - 알나 차량
  - 스테이션 파이낸스
  - 씨어터·드라마 시티
  - 어번·에이스
  - 모리쿠미
  - 고마·스타디움 - 도호 그룹이기도 하다
  - 도쿄 라쿠텐치 - 도호 그룹이기도 하다
  - 자동화 시스템 - 도호 그룹이기도 하다
- 시모츠이 전철 - 한큐 전철이 자본 참가하고 있지만, 관계는 비교적 희박하다.
- 젠탄 버스 - 일찍이 한큐 전철의 관련 기업이었다.
- 이케다 은행 - 한큐 한신 홀딩스가 대주주로, 한큐 전철의 역 구내에 설치된 ATM(PatSat)의 관리 은행.
- 마이니치 방송 - 간사이 TV의 개국에 기여한 이미지가 강하지만,마이니치 방송의 전신인 신일본 방송의 개국에도 기여했다.
- FM오사카 - 한큐 한신 홀딩스가 주주로 되어 있다. 현재 SDD(스톱·드링크·드라이빙[Stop-Drink-Driving])프로젝트(음주 운전을 하지 말자는 운동)의 스폰서로서 한큐 한신 도호 홀딩스로서 제공.
- Kiss-FM KOBE - 시기는 불명하지만, 과거에 제공 프로그램이 있었다.

## 같이 보기
- 한큐한신홀딩스